# Nathan Ngoumou
Nathan Ngoumou Minpole (Tolosa, 14 marzo 2000) è un calciatore francese naturalizzato camerunese, attaccante del Borussia M'gladbach.

## Carriera

### Club
Cresciuto nel settore giovanile del Tolosa, ha esordito in prima squadra il 24 maggio 2019, nella partita di campionato persa per 2-1 contro il Digione. L'11 gennaio 2021, in occasione dell'incontro pareggiato per 2-2 contro il Caen, segna la prima rete tra i professionisti; il 15 ottobre seguente prolunga con i bianco-viola fino al 2024.
Al termine della stagione conquista la promozione in Ligue 1, venendo incluso nella rosa dei migliori giocatori del campionato.
Il 30 agosto 2022 viene acquistato dal Borussia Mönchengladbach, con cui firma un quinquennale.

### Nazionale
Ha debuttato con la nazionale Under-21 francese l'11 novembre 2021, nella partita di qualificazione all'Europeo 2023 vinta per 7-0 contro l'Armenia.
Successivamente ha scelto di rappresentare il Camerun, nazionale delle sue origini, con cui ha esordito il 19 marzo 2025 nella sfida pareggiata per 0-0 in casa dell'eSwatini.

## Statistiche

### Presenze e reti nei club
Statistiche aggiornate al 18 maggio 2024.
| Stagione        | Squadra             | Campionato      | Campionato | Campionato | Coppe nazionali | Coppe nazionali | Coppe nazionali | Coppe continentali | Coppe continentali | Coppe continentali | Altre coppe | Altre coppe | Altre coppe | Totale | Totale |
| Stagione        | Squadra             | Comp            | Pres       | Reti       | Comp            | Pres            | Reti            | Comp               | Pres               | Reti               | Comp        | Pres        | Reti        | Pres   | Reti   |
| --------------- | ------------------- | --------------- | ---------- | ---------- | --------------- | --------------- | --------------- | ------------------ | ------------------ | ------------------ | ----------- | ----------- | ----------- | ------ | ------ |
| 2018-2019       | Tolosa              | L1              | 1          | 0          | CF+CdL          | 0+0             | 0               | -                  | -                  | -                  | -           | -           | -           | 1      | 0      |
| 2019-2020       | Tolosa              | L1              | 1          | 0          | CF+CdL          | 1+2             | 0               | -                  | -                  | -                  | -           | -           | -           | 4      | 0      |
| 2020-2021       | Tolosa              | L2              | 9+3        | 2          | CF              | 4               | 1               | -                  | -                  | -                  | -           | -           | -           | 16     | 3      |
| 2021-2022       | Tolosa              | L2              | 34         | 8          | CF              | 2               | 0               | -                  | -                  | -                  | -           | -           | -           | 36     | 8      |
| ago. 2022       | Tolosa              | L1              | 1          | 0          | CF              | 0               | 0               | -                  | -                  | -                  | -           | -           | -           | 1      | 0      |
| Totale Tolosa   | Totale Tolosa       | Totale Tolosa   | 46+3       | 10         |                 | 9               | 1               |                    | -                  | -                  |             | -           | -           | 58     | 11     |
| ago. 2022-2023  | Borussia M'gladbach | BL              | 20         | 1          | CG              | 1               | 0               | -                  | -                  | -                  | -           | -           | -           | 21     | 1      |
| 2023-2024       | Borussia M'gladbach | BL              | 32         | 5          | CG              | 4               | 1               | -                  | -                  | -                  | -           | -           | -           | 36     | 6      |
| Totale carriera | Totale carriera     | Totale carriera | 98+3       | 16         |                 | 14              | 2               |                    | -                  | -                  |             | -           | -           | 112    | 18     |

### Cronologia presenze e reti in nazionale
| Cronologia completa delle presenze e delle reti in nazionale ― Camerun | Cronologia completa delle presenze e delle reti in nazionale ― Camerun | Cronologia completa delle presenze e delle reti in nazionale ― Camerun | Cronologia completa delle presenze e delle reti in nazionale ― Camerun | Cronologia completa delle presenze e delle reti in nazionale ― Camerun | Cronologia completa delle presenze e delle reti in nazionale ― Camerun | Cronologia completa delle presenze e delle reti in nazionale ― Camerun | Cronologia completa delle presenze e delle reti in nazionale ― Camerun |
| Data                                                                   | Città                                                                  | In casa                                                                | Risultato                                                              | Ospiti                                                                 | Competizione                                                           | Reti                                                                   | Note                                                                   |
| ---------------------------------------------------------------------- | ---------------------------------------------------------------------- | ---------------------------------------------------------------------- | ---------------------------------------------------------------------- | ---------------------------------------------------------------------- | ---------------------------------------------------------------------- | ---------------------------------------------------------------------- | ---------------------------------------------------------------------- |
| 19-3-2025                                                              | Nelspruit                                                              | eSwatini                                                               | 0 – 0                                                                  | Camerun                                                                | Qual. Mondiali 2026                                                    | -                                                                      | 78’                                                                    |
| 25-3-2025                                                              | Douala                                                                 | Camerun                                                                | 3 – 1                                                                  | Libia                                                                  | Qual. Mondiali 2026                                                    | -                                                                      | 73’                                                                    |
| Totale                                                                 |                                                                        | Presenze                                                               | 2                                                                      |                                                                        | Reti                                                                   | 0                                                                      |                                                                        |

| Cronologia completa delle presenze e delle reti in nazionale ― Francia under 21 | Cronologia completa delle presenze e delle reti in nazionale ― Francia under 21 | Cronologia completa delle presenze e delle reti in nazionale ― Francia under 21 | Cronologia completa delle presenze e delle reti in nazionale ― Francia under 21 | Cronologia completa delle presenze e delle reti in nazionale ― Francia under 21 | Cronologia completa delle presenze e delle reti in nazionale ― Francia under 21 | Cronologia completa delle presenze e delle reti in nazionale ― Francia under 21 | Cronologia completa delle presenze e delle reti in nazionale ― Francia under 21 |
| Data                                                                            | Città                                                                           | In casa                                                                         | Risultato                                                                       | Ospiti                                                                          | Competizione                                                                    | Reti                                                                            | Note                                                                            |
| ------------------------------------------------------------------------------- | ------------------------------------------------------------------------------- | ------------------------------------------------------------------------------- | ------------------------------------------------------------------------------- | ------------------------------------------------------------------------------- | ------------------------------------------------------------------------------- | ------------------------------------------------------------------------------- | ------------------------------------------------------------------------------- |
| 11-11-2021                                                                      | Grenoble                                                                        | Francia under 21                                                                | 7 – 0                                                                           | Armenia under 21                                                                | Qual. Europeo Under-21 2023                                                     | -                                                                               | 74’                                                                             |
| 16-11-2021                                                                      | Skopje                                                                          | Macedonia del Nord under 21                                                     | 0 – 1                                                                           | Francia under 21                                                                | Qual. Europeo Under-21 2023                                                     | -                                                                               | 68’                                                                             |
| 24-3-2022                                                                       | Calais                                                                          | Francia under 21                                                                | 2 – 0                                                                           | Fær Øer under 21                                                                | Qual. Europeo Under-21 2023                                                     | -                                                                               | 64’                                                                             |
| 28-3-2022                                                                       | Calais                                                                          | Francia under 21                                                                | 5 – 0                                                                           | Irlanda del Nord under 21                                                       | Amichevole                                                                      | -                                                                               |                                                                                 |
| 2-6-2022                                                                        | Grenoble                                                                        | Francia under 21                                                                | 2 – 0                                                                           | Serbia under 21                                                                 | Qual. Europeo Under-21 2023                                                     | -                                                                               | 72’                                                                             |
| 6-6-2022                                                                        | Erevan                                                                          | Armenia under 21                                                                | 1 – 4                                                                           | Francia under 21                                                                | Qual. Europeo Under-21 2023                                                     | -                                                                               | 60’                                                                             |
| 9-6-2022                                                                        | Istanbul                                                                        | Ucraina under 21                                                                | 3 – 3                                                                           | Francia under 21                                                                | Qual. Europeo Under-21 2023                                                     | -                                                                               | 62’                                                                             |
| 23-9-2022                                                                       | Magdeburgo                                                                      | Germania under 21                                                               | 1 – 2                                                                           | Francia under 21                                                                | Amichevole                                                                      | -                                                                               | 64’                                                                             |
| 26-9-2022                                                                       | Valenciennes                                                                    | Francia under 21                                                                | 2 – 2                                                                           | Belgio under 21                                                                 | Amichevole                                                                      | -                                                                               | 68’                                                                             |
| Totale                                                                          |                                                                                 | Presenze                                                                        | 9                                                                               |                                                                                 | Reti                                                                            | 0                                                                               |                                                                                 |

## Palmarès

### Club

#### Competizioni nazionali
- Ligue 2: 1

Tolosa: 2021-2022